# Historia de la Iglesia católica en Entre Ríos hasta 1810
La historia de la Iglesia católica en la provincia de Entre Ríos -República Argentina- comenzó con la llegada de los primeros exploradores españoles a los ríos de la cuenca del Plata. La primera misa en el territorio entrerriano pudo haber tenido lugar en 1607. Al finalizar el dominio español (1810-1811) el territorio de Entre Ríos se hallaba subdividido en parroquias dependientes de la diócesis de Buenos Aires.

## La llegada de la Iglesia católica a Entre Ríos
Por bula del papa Pablo III del 1 de julio de 1547 fue erigida la diócesis del Río de la Plata con sede en Asunción del Paraguay. Este obispado, sufragáneo del arzobispado de Lima, comprendía en teoría la totalidad del territorio entrerriano aun sin conquistar por los españoles y bajo dominio indígena.
El 15 de noviembre de 1573 Juan de Garay fundó la ciudad de Santa Fe en el emplazamiento de la actual Cayastá, asignándole por jurisdicción de su cabildo hasta 50 leguas al oriente del río Paraná. Quedó también establecida una parroquia, de Todos los Santos, con la misma jurisdicción que el cabildo, comprendiendo la mayor parte del centro y norte entrerriano.
El 11 de junio de 1580 Garay refundó Buenos Aires estableciendo la iglesia mayor parroquial de la Santísima Trinidad, cuya jurisdicción incluía parte del sur de Entre Ríos.
Hernandarias, como gobernador de Asunción y luego de Buenos Aires, condujo varias expediciones a Entre Ríos, la primera de las cuales fue en 1607. En esa expedición cruzó el río Paraná por el paso Cabayú (de los Caballos) y atravesó la provincia desde la actual localidad de Hernandarias hasta el salto Grande, desde donde cruzó el río Uruguay. Realizó campamento en la zona del Rincón de Montiel -hoy Sauce de Luna- en donde encontró guaraníes que vaqueaban para los jesuitas del colegio de la ciudad de Corrientes y que entendían el idioma español. Como un sacerdote acompañaba a Hernandarias, los historiadores entrerrianos suponen que allí se ofició la primera misa en Entre Ríos.
El 20 de julio de 1609 fue erigida la arquidiócesis de Charcas, quedando entre sus sufragáneas la diócesis del Río de la Plata.
El territorio entrerriano quedó incluido en la gobernación del Río de la Plata en virtud de la cédula real del 16 de diciembre de 1617, que subdividió la gobernación originariamente otorgada a Pedro de Mendoza. El 30 de marzo de 1620 fue erigida por el papa la diócesis de Buenos Aires (o del Río de la Plata), segregándola de la de Asunción y como sufragánea de Charcas, quedando Entre Ríos en su jurisdicción. El 19 de enero de 1621 tomó posesión su primer obispo.
En 1657 Cristóbal de Garay y Saavedra vendió una mitad de las estancias que había heredado de su padre Juan de Garay a Antonio de Vera Mujica y la otra parte la donó en 1659 al colegio de Santa Fe de la Compañía de Jesús, con ellas los jesuitas formaron la Estancia San Miguel entre el arroyo de las Conchas y el arroyo de la Ensenada. En 1679 esa estancia jesuita fue cedida a los herederos de Hernandarias (representados por Gerónimo Luis de Cabrera) a cambio de 20 leguas de tierra desde la boca del arroyo Feliciano hacia el norte (aproximadamente hasta la boca del río Guayquiraró). Esta transacción originó un pleito, el que, una vez resuelto, dejó el noroeste del territorio entrerriano bajo propiedad de los jesuitas.

## Reducciones indígenas
Con encomiendas de indígenas mepenes Hernandarias, Diego Ramírez y Feliciano Rodríguez tenían reducciones en sus tierras entrerrianas, las que para 1610 ya no existían.
En 1662 el dominico Antonio Suárez (o Juárez) estableció la reducción de Yaguarí Miní (posiblemente trasladando la de la isla del Vizcaíno en la Banda Oriental) en la zona de Puerto Landa sobre el arroyo Malo, departamento Gualeguaychú (disputado por historiadores uruguayos que la sitúan en una isla de ese nombre cerca de la del Vizcaíno), con 200 indígenas de la zona y otros provenientes de la reducción de Santiago de Baradero en Buenos Aires, que habían huido de la viruela en 1651. En 1689 el corregidor de Santo Domingo Soriano, Juan de Brito y Alderete, llevó 300 chanás y charrúas a esa reducción y a la de Yaguarí Guazú (ubicada sobre el río Gualeguaychú hasta 1715). El capitán Pedro Millán entre 1683 a 1685 trasladó la reducción de Yaguarí Miní a la isla del Vizcaíno.
Hacia 1664 existía un reducción charrúa en la zona de Sauce de Luna perteneciente a los mercedarios del convento de Santa Fe (instalados en esa ciudad en 1661). Estaba a cargo de un sacerdote llamado Francisco, nombre del que deriva el topónimo del arroyo Pay Ticú (padre Francisquito en idioma guaraní) ubicado en sus cercanías. El padre Francisco se internó hasta el lugar, construyó un oratorio y luego la reducción.
Según el jesuita Guillermo Furlong Cardiff en su obra Cartografía Jesuítica del Río de la Plata, al estudiar mapas de la Compañía: mapa VIII de 1722 marcado 6, H; mapa XV de 1732 marcado 6, H; mapa XV de 1749 marcado 9, D; se encuentra en ellos en la margen occidental del río Uruguay la palabra "Ytú" (salto en idioma guaraní, mientras que salto de aguas es "ytuí") y sobre la margen oriental la palabra "Salto" en unos y "Arrecife" en otros, que eran la referencia al accidente geográfico. Lo cual interpreta que existía un paradero llamado Ytú por lo menos desde la fecha del primero de los mapas en 1722 en el emplazamiento actual de la ciudad de Concordia. El teniente cura de la estancia de Jesús del Yeruá, padre Carlos Molina, informó en 1806 que en una expedición de Yapeyú en 1718 los jesuitas se establecieron en la región. Erigieron un oratorio puesto bajo la advocación de san Antonio de Padua custodiado por una pequeña guarnición de indígenas misioneros reducidos y plantaron los primeros naranjos.

## Primera parroquia entrerriana
Debido a los ataques indígenas sobre Santa Fe se establecieron pobladores en La Bajada (la actual Paraná). La atención religiosa se hacía periódicamente por el presbítero Maestro Miguel de Barcelona en la capilla de la Inmaculada Concepción, que se levantó en forma de modesta construcción en el sitio en que se yergue actualmente la catedral de Paraná. Esta capilla era muy pobre, por lo que el sargento mayor Esteban Marcos de Mendoza -encargado de la defensa de la población- construyó a su costa una nueva. El cabildo eclesiástico de Buenos Aires transformó la capilla en parroquia bajo la advocación de la Virgen del Rosario. El 23 de octubre de 1730 el gobernador del Río de la Plata, Bruno Mauricio de Zabala, aprobó la creación de la parroquia de Nuestra Señora del Rosario en La Bajada, siendo su primer párroco Francisco Arias Montiel, quien tomó posesión el 27 de mayo de 1731.

## El territorio misionero
La iglesia la reducción de Yapeyú -Nuestra Señora de los Reyes Magos- fue erigida en parroquia por edicto del obispo de Buenos Aires, fray Cristóbal de la Mancha y Velasco, el 17 de diciembre de 1648. Durante la guerra Guaranítica, el 6 de febrero de 1757 el gobernador de Buenos Aires, Pedro de Cevallos, ordenó fundar el fuerte de San Antonio del Salto Chico en jurisdicción de Yapeyú en la Banda Oriental (actual Salto). La capilla del fuerte se puso bajo la advocación de san Antonio de Padua, pero el fuerte fue abandonado en 1763. 
A mediados de 1768 los jesuitas fueron expulsados del Imperio español y sus tierras en Entre Ríos pasaron a ser administradas por la junta de temporalidades de Santa Fe hasta su remate público, entre ellas las ubicadas en el actual parque nacional El Palmar en donde tenían una calera (se cree que desde 1650) adquirida por Manuel Barquín (calera de Barquín). En 1769 Francisco Bruno de Zavala como gobernador interino de los diez pueblos de las Misiones del Uruguay aceptó el pedido del cabildo de Yapeyú de restablecer su posesión de los territorios entre el río Miriñay y el arroyo Yuquerí Grande. Ese cabildo indígena decidió el 20 de noviembre de 1769 reconstruir el poblado del Salto Chico en la orilla occidental del río Uruguay. La nueva fundación en la actual Concordia conservó el oratorio dedicado a san Antonio de Padua.
Entre 1776 y 1777 el teniente gobernador del departamento de Yapeyú en la gobernación de las Misiones Guaraníes, Juan de San Martín, mando ocupar las tierras vacías hasta el arroyo Yeruá y fundó las estancias ganaderas comunitarias (o tupambaé) de Concepción de Mandisoví (julio de 1777 en las cercanías de la actual ciudad de Federación) y Jesús del Yeruá (al sur de Concordia) restaurándose la ruta oriental de la yerba mate y el puerto de San Antonio del Salto Chico. Entre 1778 y 1782 la zona quedó efectivamente poblada e integrada a las Misiones, cuyo límite sur se estableció de hecho en el arroyo Yeruá. De esta manera la región entre los ríos Uruguay y Gualeguay al sur del río Mocoretá y hasta el arroyo Yeruá quedó bajo la dependencia de la parroquia de Nuestra Señora de los Reyes Magos de Yapeyú, atendida por sacerdotes dominicos desde mediados de 1768 hasta 1782 cuando pasó al clero regular de la diócesis. El geógrafo Francisco de Aguirre escribió en su Diario de viaje que San Antonio del Salto Chico ya tenía una capilla hacia 1780.
En la capilla de la estancia de Mandisoví se veneraba una imagen de Nuestra Señora de la Inmaculada Concepción que Juan de San Martín hizo llevar desde Yapeyú, tallada por indígenas misioneros en un tronco de ceibo, la misma se encuentra hoy en la iglesia principal de Federación y fue designada por el papa Juan Pablo II como patrona de la diócesis de Concordia.

## Las capillas de Gualeguaychú, Arroyo de la China y Gualeguay
En 1771 unas 40 familias se situaron en la actual Gualeguaychú, en donde en 1777 fue construida una capilla pública consagrada a san José y a la Virgen del Rosario, servida por fray Mariano Amaro.
En 1776 fue creado el virreinato del Río de la Plata, por lo que el territorio entrerriano, antes parte del virreinato del Perú, quedó comprendido dentro de él. Desde 1782 formó parte de la intendencia de Buenos Aires. El patronato regio pasó a ser ejercido por el virrey de Buenos Aires, y por el intendente mientras existió como cargo aparte, en calidad de vice patrono. Por este patronato la autoridad real estaba a cargo del sostenimiento de la Iglesia católica y debía confirmar toda decisión temporal (es decir no espiritual) tomada por las autoridades eclesiásticas (creación de lugares de culto, nombramiento de párrocos, etc.)
Luego del pedido realizado por los vecinos, el 27 de mayo de 1778 el virrey Ceballos autorizó la edificación de una capilla en el Arroyo de la China (hoy Concepción del Uruguay). El 1 de junio lo autorizó también el vicario general de la diócesis, nombrando teniente cura a fray Pedro de Goitía. El teniente gobernador de Santa Fe, Melchor de Echagüe y Andía, comisionó a León Almirón para levantar la capilla en 1779, quien luego de construirla informó al cabildo de Santa Fe el 24 de diciembre. Se hallaba ubicada a una legua de la futura villa, luego se trasladó al Pueblo Viejo y finalmente a la villa. Su primer cura vicario fue Antonio Mariano Alonso.
Antes de 1775 un centenar de pobladores se estableció en una zona anegable a unos 15 km al suroeste de la actual Gualeguay en el distrito Albardón. Uno de ellos  Francisco Méndez levantó una capillita de paja y barro, colocándose en ella una imagen de san Antonio de Padua propiedad del vecino Antonio Luna, catamarqueño que la había llevado desde Buenos Aires. Poco después la capilla tuvo un sacerdote de apellido Miño. El lugar pasó a ser conocido como La Capilla y después de su abandono como Capilla Vieja.
En 1778 el territorio comprendido entre el río Paraná, el arroyo Nogoyá, el arroyo Raíces, el río Gualeguay, el arroyo Lucas, el arroyo Yeruá y el río Uruguay pasó a depender del cabildo de Buenos Aires.

## Las villas entrerrianas
En 1779 la región fue visitada por el nuevo obispo de Buenos Aires, Sebastián Malvar y Pinto, quien desde Santo Domingo Soriano pasó a Gualeguaychú y siguió hacia Misiones. El 19 de junio de 1780 pidió al virrey que erigiese parroquias en los tres lugares poblados, lo que fue autorizado el 3 de julio del mismo año. El 28 de setiembre de 1780 el obispo erigió canónicamente las parroquias de:
- San Antonio del Gualeguay: la jurisdicción de la parroquia, desmembrada de la de La Bajada, fue establecida comprendiendo casi hasta La Bajada. Se instaló bajo el título de San Sebastián el 24 de noviembre de 1781 en la Capilla Vieja, siendo su primer cura Fernando Andrés de Quiroga y Taborda. Luego fue trasladada al sitio denominado la Cuchilla y finalmente, el 22 de septiembre de 1784, a la Villa de Gualeguay, pasando a llamarse San Antonio.[11]

- Arroyo de la China: instalada el 1 de noviembre de 1781. Sus límites fueron fijados como: 70 leguas de frente desde el Gualeguaychú hasta los Ituis (saltos Grande y Chico) o Mocoretá, y desde el Uruguay hasta el Paraná, originando luego un problema de límites.

- San José de Gualeguaychú: instalada el 2 de marzo de 1781, abarcando el territorio entre los ríos Gualeguay y Gualeguaychú. Al momento de su erección tenía una capilla servida por fray Mariano Amaro de la orden de los predicadores.

La demora en la construcción de las iglesias, motivó a que el obispo llevara sus quejas contra el virrey al rey Carlos III, quien ordenó al virrey Juan José de Vértiz y Salcedo por carta del 12 de septiembre de 1781 que se ajustara a las reales cédulas en la materia.

## Carmen de Nogoyá
El 12 de noviembre de 1781 llegó al partido de Gualeguay Grande el presbítero Andrés Fernando Quiroga y Taboada, como párroco de la nueva parroquia que el obispo Malvar y Pinto y el virrey Vértiz y Salcedo habían mandado crear. Debido a que la capilla ubicada en el lugar denominado La Capilla se anegaba, el párroco decidió trasladarla a La Cuchilla, dos leguas al norte de la actual Gualeguay y a 30 cuadras del río Gualeguay. Decidió además que el santo patrono de la nueva parroquia fuese san Sebastián —en homenaje al obispo— y no san Antonio. Se originó así una disputa entre los pobladores por esos temas, con el párroco en un lado y el juez comisionado Francisco Méndez en el otro, produciéndose disturbios que el comandante del partido de Gualeguay, Agustín Wright, debió resolver por orden del teniente gobernador de Santa Fe, Melchor de Echagüe y Andía. Este informó al virrey, quien comisionó el 27 de febrero de 1782 al capitán de dragones Tomás de Rocamora para solucionar la disputa, encargándole además que propusiera un plan para asegurar la paz de los vecinos del territorio con la fundación de villas, ya que se hallaba preocupado por la cercanía de los portugueses.
Rocamora solucionó el conflicto fundando Gualeguay en una lugar intermedio y el virrey reemplazó al párroco —que permanecía renuente en La Cuchilla— por Agustín Rodríguez en marzo de 1782, el sacerdote desplazado fue enviado a formar una viceparroquia en el pago de Nogoyá Abajo dependiente de Gualeguay, lo que hizo a principios de julio de 1782, originándose la capilla de Carmen del Nogoyá en el paso del Nogoyá Abajo. El nuevo virrey, Nicolás del Campo, asumió en febrero de 1784 y destinó a Rocamora a Montevideo, por lo que este no pudo realizar la fundación de una villa junto a la capilla del Carmen de Nogoyá, ni tampoco en La Bajada.

## Disputas jurisdiccionales
Los imprecisos límites dados a la parroquia de Gualeguay originaron en 1782 un conflicto con la parroquia de La Bajada, la cual quedaba casi absorbida en la de Gualeguay. En 1784 el obispo Benito Lué y Riega precisó los límites de la parroquia de Gualeguay como el río Gualeguay por el este y el Nogoyá de una y otra banda, desmembrando uno y otro término de la parroquia de La Bajada por distar 60 leguas
Debido a que el nuevo párroco de Concepción del Uruguay, José Bonifacio Redruello, pretendió establecer los límites de su parroquia de acuerdo a lo decidido en 1780, pidió al virrey 1782 que los deslindara, quien accedió nombrando el 6 de febrero de 1805 al agrimensor teniente Julio Ramón de César para realizar la tarea. César reunió información y dictaminó que los límites debían ser: 

Por el sur una línea que parte del río Gualeguaychú y corre hacia el oeste atravesando el Gualeyán Grande, el Paso de Jacinta y Arroyo de la Matanza que desagua en el Paraná. El límite norte lo determinan los ríos Guayquiraró y Mocoretá; al oeste, el río Paraná, y al este, el Uruguay, desde el Guayquiraró al Mocoretá.

Según el dictamen, la parroquia de La Bajada quedaba comprendida como tenencia en la de Concepción del Uruguay, pues había sido erigida provisionalmente. Las capillas de Alcaraz, Salto Chico y Mandisoví quedaban también dentro de su jurisdicción. Redruello exigió al cura de Mandisoví, fray Carlos Molina, que le entregara las llaves de su capilla y las de Salto Chico, lo que hizo que Molina presentara un alegato a las autoridades defendiendo la jurisdicción de Yapeyú. El 1 de noviembre de 1805, estando el obispo en Concepción del Uruguay, luego de verificar que los partidos de Guerreros, Diego López y la Mula estaban al norte de los arroyos Lucas y Yeruá y al este del Gualeguay, determinó que pertenecían a la parroquia de La Bajada. Dispuso además que el partido de Moreira no pertenecía a ninguna parroquia y sus fieles debían ser atendidos provisoriamente por el cura de Concepción del Uruguay.
El 28 de enero de 1808 Lué y Riega, mediante un oficio al virrey Santiago de Liniers desconoció la pretensión territorial del párroco Redruello, determinando en su opinión que la parroquia de Concepción del Uruguay debía tener por límites los ríos Gualeguay, Gualeguaychú y Uruguay y los arroyos Yeruá y Lucas. Luego de ello, las autoridades fijaron los demás límites: 
- Parroquia de La Bajada: entre los ríos Paraná y Gualeguay y el arroyo Nogoyá.
- Parroquia de Gualeguay: entre el río Gualeguay y el arroyo Nogoyá.
- Parroquia de Gualeguaychú: entre los ríos Gualeguay y Gualeguaychú.

Al norte de los arroyos Yeruá y Lucas y entre el Gualeguay y el Uruguay, seguía dependiendo de la parroquia de Yapeyú.

## Rosario del Tala
El 29 de julio de 1799 un grupo de vecinos de los partidos del Tala, Obispo, Altamirano y Raíces, firmaron un petitorio dirigido al cura de Gualeguay pidiendo la erección de una capilla. El 7 de noviembre el virrey Gabriel de Avilés y del Fierro firmó la autorización para la construcción de la capilla de San Bernardo Abad del Tala que dio origen a la localidad de Rosario del Tala. El 28 de julio de 1804 asumió en ella el fraile mercedario Manuel de la Torre como teniente cura dependiente de Gualeguay, sirviendo hasta el 9 de diciembre de 1804.
En 1805, al visitar Lué y Riega Gualeguay, estableció que los partidos de Tigre, Mojones, y Sauce de Luna fueran separados de la jurisdicción de La Bajada y puestos bajo la de la tenencia de parroquia de Tala, a la cual ya pertenecían los partidos de Sauce, Tala, Obispo, Raíces, y Puntas del Clé. 

## Otras capillas
Entre 1778 y 1780 se construyó un oratorio o capilla en la Estancia Grande de Juan Ventura Déniz, ubicado unos 300 m al norte del arroyo Feliciano próximo a la confluencia del arroyo Ortiz cerca de Santa Elena. 
Francisco Colobrán y Andreu gestionó y obtuvo autorización en 1797 para construir un oratorio público en su propiedad, que fue construido entre 1797 y 1799 a unos 1200 metros al norte del arroyo Alcaraz bajo la advocación de Nuestra Señora de los Dolores. El 4 de agosto de 1804 se hizo cargo del oratorio como teniente cura el sacerdote Juan Estanislao de la Mata (o de la Mota), iniciando los libros parroquiales de bautismos, matrimonios y defunciones, bajo dependencia de la parroquia de Nuestra Señora del Rosario en La Bajada. El 9 de mayo de 1805 el obispo de Buenos Aires, Benito Lué y Riega, quien recorrió la región en ese año y el año anterior, ordenó que la capilla de Alcaraz pasara a ser una ayuda de parroquia o viceparroquia con un sacerdote permanente para ayudar al cura de La Bajada del Paraná. Esa capilla funcionó hasta 1839, debido que la población fue trasladada a la nueva villa de La Paz, y quedó destruida por un incendio en 1860.
Entre 1778 y 1780 fue construido el oratorio de la Calera de Barquín en el actual parque nacional El Palmar, siendo posible que previamente existiera allí un oratorio jesuita. En 1783 se dispuso que el capellán nombrado para ejercer en esa zona de Entre Ríos ocupara el oratorio de la calera: para que se cumpliera la disposición testamentaria del finado Domingo Medina, sobre erección de un oratorio ... dispuso al Capellán cumpliera sus funciones ... hasta tanto que se haga el oratorio, en el de don Manuel Barquín ... En 1796 Andrés de Oyarvide escribió:  

Al principio entra una cañada del occidente, cuya orilla empieza á ser alta y escarpada de piedra, y á la 1/2 milla sobre dicha barranca queda al oeste por la latitud austral de 31° 50' 30", y sobre la márgen del rio la capilla y calera de Barquín, vecino de Buenos Aires, cuyos campos se ven cubiertos de palmas.

En 1805 la capilla de Mandisoví (Nuestra Señora del Mandisoví Grande) fue declarada tenencia de la parroquia de Yapeyú, luego de que en 1803 Santiago de Liniers llegara a Mandisoví de paso hacia Misiones, auspiciando luego la radicación de un sacerdote allí. El cura tenía dos ayudas de parroquia en Salto Chico y en Belén. Su jurisdicción se extendía a ambos lados del río Uruguay, desde los arroyos Yeruá y Lucas por el sur, al río Mocoretá por el norte hasta el comienzo de la cuchilla divisoria de aguas; al oeste el río Gualeguay y el partido de Moreyra; al este en la Banda Oriental el río Daymán lo separaba al sur del curato de Paysandú.
En 1805 el obispo dictó un auto autorizando la construcción de capillas en el arroyo Villaguay y en las puntas del Guayquiraró, bajo la jurisdicción de Concepción del Uruguay, sin embargo, no se establecieron.
En marzo de 1808 se autorizó la construcción de un oratorio en La Matanza (actual Victoria), el cual fue erigido el 13 de mayo de 1810.
En 1809 el obispo Lué autorizó la construcción de una capilla en arroyo Palmar, costeada por el vecino Cristóbal Espino, siendo su primer cura fray Joaquín de Oliden.

## Censo de 1803
En 1803 el obispo de Buenos Aires mandó a realizar un censo con empadronamiento en Entre Ríos. El párroco de Gualeguay llevó adelante el censo en septiembre de 1803, siendo -además de la villa de Gualeguay- 16 los parajes poblados de su dependencia: del Abra, de La Cuchilla, de Capilla Vieja, de la Costa, del Arrecife, de Las Piedras, de las Viscachas, de Jacinta, del Desmochado del Sauce y Lagunas, del Albardón, del Clee, del Arroyo Negro y Rincón del Vecerro, del Tala, del Obispo y Altamirano, de Las Raíces, de Nogoyá.
En la viceparroquia de Alcaraz el censo fue completado el 12 de noviembre de 1805 por el párroco de La Bajada presbítero Luis Manuel Cabiedes. Los parajes poblados eran:

vecindarios del Arroyo Antonio Tomás, Arroyo Hernandarias, Arroyo Alcaraz, Arroyo Feliciano, Achiras, "Caballo Cuateado", Puestos de las Estacas y de las Biscachas de Don Francisco Candioti, Puesto de los Manantiales, Puestos del Arroyo Grande, del Caballo Cuateado, de los Algarrobos, del Rincón, de las Tacuaras, de la Mula; Arroyo Hondo; Arroyos de la Mula, de Guerreros, del Sauce, de las Yeguas, de Diego López; Puntas de Feliciano y Guaitiraró, "Costa del Guaitiraró, intitulado Sauce de Luna".

## Propuesta de erección de parroquias
El 10 de febrero de 1806 el obispo Lué y Riega propuso al virrey Rafael de Sobre Monte la erección de 6 parroquias (o curatos) en Entre Ríos y Corrientes: 
- Santa Rita de la Esquina (entre los ríos Guayquiraró, Paraná y Corriente, a desmembrar del curato de San Roque de las Saladas), con ayuda de parroquia en el oratorio de María Grande en Corrientes;
- Nuestra Señora de los Dolores de Alcaraz (a desmembrar de la parroquia de La Bajada), con ayuda de parroquia en el oratorio de Francisco Candioti;
- Nuestra Señora de la Concepción de Mandisoví (a desmembrar del curato de Yapeyú), con ayudas de parroquia en San Antonio del Salto Chico y en Belén en la Banda Oriental;
- Nuestra Señora de la Merced (en Mocoretá, a desmembrar del curato de Yapeyú), con ayuda de parroquia en la capilla de Nuestra señora del Pilar de Curuzú Cuatiá;
- San Bernardo Abad del Tala, (a desmembrar de las parroquias de Gualeguay y de La Bajada), con ayuda de parroquia en Paso del Rey, cerca de Diamante;
- Nuestra Señora del Carmen de Nogoyá (a desmembrar de las parroquias de Gualeguay y de La Bajada), con ayuda de parroquia en La Matanza.[19]

Sin embargo, el virrey no mandó ejecutar estas erecciones y no pudieron concretarse.
El oratorio del campo de Francisco Candioti ubicado al norte del arroyo Cabayú Cuatiá comenzó a construirse el 11 de noviembre de 1807 y se inauguró sin terminar el 8 de septiembre de 1829.